# 霍普韋爾鎮區 (伊利諾伊州馬歇爾縣)
霍普韋爾鎮區（英語：Hopewell Township）是位於美國伊利諾伊州馬歇爾縣的一個行政鎮區。

## 地方資料
根據2010年美國人口普查的數據，霍普韋爾鎮區的面積為93.40平方千米，當中陸地面積為87.50平方千米，而水域面積為5.90平方千米。當地共有人口534人，而人口密度為每平方千米5.72人。